# 3957 Sugie
3957 Sugie (1933 OD) là một tiểu hành tinh vành đai chính được phát hiện ngày 24 tháng 7 năm 1933 bởi K. Reinmuth ở Heidelberg.